# Jef Hoogmartens
Jef Hoogmartens (Genk, 2 februari 1984) is een Vlaams acteur.
Hoogmartens studeerde af aan de Toneelacademie Maastricht.
Koos Terpstra haalde hem aansluitend naar het Noord Nederlands Toneel waaraan hij tot 2009 verbonden was. Hij stond onder meer op de planken in de producties “Troïlus & Cressida”, “Dantons Dood” en “De Vrouw Met De Baard”. In het theater vertolkte hij nadien nog rollen in "Stand-up" en "Shakespeare's Strandfeest", twee producties van Het Zuidelijk Toneel, in "Buurtpatrouille 6 / Halte Zwartberg", een productie van Theatermakershuis De Queeste waar hij samen speelde met Helena Van Den Berge en in "Levin sketch", een van de laatste producties van Baff, vroeger bekend als het Raamtheater. "Levin sketch" was een stuk dat twee seizoenen geprogrammeerd werd. In 2008 was hij ook met Niels Croiset, Yorick Zwart en Koen Wouterse een van de oprichters van het improvisatietheater van "Nachtgasten!"
Hij had gastrollen in Witse in 2005, Flikken Maastricht in 2008 en De Troon uit 2010.
Vanaf aflevering 3001, uitgezonden op 29 augustus 2011 vertolkt Hoogmartens de hoofdrol van Franky Bomans in de soapserie Thuis, waar hij Braam Verreth vervangt die de rol tot en met aflevering 3000, de seizoensfinale van het zestiende seizoen, vertolkte. In 2014 is hij te zien in een gastrol in In Vlaamse velden als Omer en in een bijrol in de VTM-serie Amateurs, die hij zelf ook schreef. In 2016  ging zijn tweede scenario in productie: Patrouille Linkeroever, waarin hij ook een gastrol had. 
Met de thriller Moresnet schreef hij in de periode 2019-2023 zijn derde tv-serie. De opnames startten in 2023, Jef Hoogmartens was voor deze productie tevens de showrunner. 
Jef Hoogmartens is een neef van de acteur Ludo Hoogmartens.